# Alex Tagliani
Alexandre Tagliani (Lachenaie, Quebec, 18 de octubre de 1973), más conocido como Alex Tagliani, es un piloto de automovilismo canadiense. Durante la mayoría de su carrera, ha participado en competiciones de monoplazas. En la CART logró una victoria, 14 podios, y cuatro poles, y sus mejores resultados de campeonato han sido séptimo en 2004 y 2005, octavo en 2002 y 2006, y décimo en 2003 y 2007. Desde 2008 compite en la IndyCar Series, donde terminó decimotercero en el campeonato de 2010, y decimoquinto en 2011.

## Carrera

### Inicios
Después de 8 años de karting (1987 a 1994), Tagliani comenzó su carrera en el automovilismo en 1995 en el Campeonato de América del Norte de la Fórmula Ford 1600, terminó en cuarto lugar. Desde 1996 hasta 1999, compitió en la Formula Atlantic, pero a pesar de varias victorias, no logra ganar el título y tuvo que conformarse con el tercer lugar en el campeonato del 1997, cuarto en el 1999, quinto en el 1998, y séptimo en el 1996.

### 2000-2007
Tagliani tuvo su primera temporada en la CART en 2000 de la mano de Forsythe Racing. Estuvo cerca de lograr su primera victoria en apenas su tercera carrera, después de haber tomado la pole position en Emerson Fittipaldi Speedway y lideró la mayor parte de la carrera, pero se despistó a nueve vueltas del final. Terminó 16 en el campeonato. Él siguió en el equipo en 2001, y mejoró con respecto al año anterior, logró 2 pole positions, y 3 podiums para terminar 11º en el campeonato. Sin embargo, durante una carrera de la Champ Car en el EuroSpeedway Lausitz, quedó involucrado en el accidente de Alex Zanardi que casi le cuesta la vida del italiano. Después de una parada tardía en los pits, Zanardi salía de nuevo a la pista cuando aceleró bruscamente y perdió el control del auto. Patrick Carpentier lo evitó, pero Alex Tagliani no, y el coche de Zanardi fue impactado de costado, con el monocasco partiéndose por la mitad. La colisión hizo que a Zanardi tuvieran que amputarle ambas piernas por encima de la rodilla. 
En su último año en Forsythe, en 2002, logró 2 segundos puestos y culminó octavo en el campeonato, antes de ser sustituido por Paul Tracy, para el año siguiente. Él encontró trabajo en Rocketsports en 2003, y permaneció allí durante la temporada 2004, en la que obtuvo su primera y única victoria en Champ Car en Road America 2004. 
En 2005 se unió a Team Australia, y terminó séptimo en el campeonato con 2 podios a pesar de carecer de un ingeniero de carrera. Se mantuvo en ese equipo en 2006, con otra vez, 2 podios terminó octavo en el campeonato. Regresó a Rocketsports para la temporada de 2007, y terminó 10º en los puntos sin lograr podios.

#### Resultados
| 2000 | Player's            | Reynard 2Ki | Ford XF      | MIA 9   | LBH 4  | RIO Ret | MOT 15  | NAZ Ret | MIL Ret | DET 6   | POR Ret | CLE Ret | TOR 5  | MIS Ret | CHI 9  | MDO 9  | ROA Ret | VAN Ret | LS Ret  | GAT 14 | HOU Ret | SRF Ret | FON 6 |       | 16º | 53   |
| 2001 | Player's            | Reynard 01i | Ford XF      | MTY Ret | LBH 18 | TXS NH  | NAZ Ret | MOT Ret | MIL 12  | DET Ret | POR 12  | CLE 9   | TOR 2  | MIS 6   | CHI 6  | MDO 7  | ROA 8   | VAN Ret | LAU Ret | ROC 14 | HOU Ret | LS 15   | SRF 3 | FON 3 | 11º | 80   |
| 2002 | Player's            | Reynard 02i | Ford XF      | MTY 5   | LBH 16 | MOT 2   | MIL 19  | LS 10   | POR 12  | CHI 7   | TOR 7   | CLE 5   | VAN 7  | MDO 7   | ROA 2  | MTL 11 | DEN 12  | ROC 18  | MIA 4   | SRF 6  | FON 8   | MXC 10  |       |       | 8º  | 111  |
| 2003 | Rocketsports Racing | Lola B02/00 | Ford XFE     | STP 19  | MTY 3  | LBH 10  | BRH 8   | LAU 18  | MIL 5   | LS 14   | POR 3   | CLE 8   | TOR 17 | VAN 14  | ROA 3  | MDO 6  | MTL 4   | DEN 9   | MIA 13  | MXC 16 | SRF 7   | FON NH  |       |       | 10º | 97   |
| 2004 | Rocketsports Racing | Lola B02/00 | Ford XFE     | LBH 8   | MTY 5  | MIL 13  | POR 7   | CLE 3   | TOR 7   | VAN 7   | ROA 1   | DEN 10  | MTL 7  | LS 6    | LVG 16 | SRF 19 | MXC 11  |         |         |        |         |         |       |       | 7º  | 218^ |
| 2005 | Team Australia      | Lola B02/00 | Ford XFE     | LBH 15  | MTY 3  | MIL 10  | POR 18  | CLE 4   | TOR 3   | EDM 7   | SJO 9   | DEN 14  | MTL 5  | LVG 7   | SRF 4  | MXC 8  |         |         |         |        |         |         |       |       | 7º  | 207  |
| 2006 | Team Australia      | Lola B02/00 | Ford XFE     | LBH 3   | HOU 11 | MTY 5   | MIL Wth | POR 11  | CLE 4   | TOR 6   | EDM 12  | SJO 14  | DEN 16 | MTL 7   | ROA 11 | SRF 3  | MXC 5   |         |         |        |         |         |       |       | 8º  | 205  |
| 2007 | RSPORTS             | Panoz DP01  | Cosworth XFE | LVG 4   | LBH 5  | HOU 9   | POR 5   | CLE 6   | MTT 8   | TOR 8   | EDM Ret | SJO Ret | ROA 5  |         |        |        |         |         |         |        |         |         |       |       | 10º | 205  |
| 2007 | Rocketsports Racing | Panoz DP01  | Cosworth XFE |         |        |         |         |         |         |         |         |         |        | ZOL 9   | ASN 15 | SRF 7  | MXC 13  |         |         |        |         |         |       |       | 10º | 205  |

- ^ Nuevo sistema de puntos implementado en la temporada 2004

### 2008-presente
En 2008, después de que el equipo Rocketsports decidió no participar en la IndyCar, Tagliani hizo la transición a los stock cars y comenzó a competir en la NASCAR Canadian Tire Series. También compitió para Conquest Racing en la Serie IndyCar en Detroit, en sustitución del lesionado Enrique Bernoldi. Tagliani continuaría en el equipo en las dos últimas carreras de la temporada.
Conquest Racing anunció que Tagliani regresaría como piloto a tiempo completo para el 2009. Sin embargo, en última instancia, el equipo se focalizó circuitos callejeros, y permanentes después de la Indianapolis 500; su noveno lugar en Toronto fue su mejor resultado. Tagliani se fue Conquest Racing después de la carrera de Edmonton.
Se anunció el 28 de agosto de 2009 que Tagliani había firmado un contrato de cuatro años con una opción para un quinto año para conducir para su propio equipo, FAZZT Race Team en la IZOD IndyCar Series a partir de 2010. En el transcurso de la temporada logró un cuarto lugar en Mid-Ohio como mejor resultado. Al final de la temporada, terminó 13º en la clasificación general. También realizó dos apariciones en la V8 Supercars.
FAZZT Race Team estaba esperando éxito aún mayor para la temporada 2011, junto con la posible ampliación de la parrilla con un segundo auto. Sin embargo, el equipo fue comprado por Sam Schmidt el 1 de marzo de 2011, y fue absorbido por el Sam Schmidt Motorsports. Tagliani fue retenido, junto con todos los patrocinadores, y que continuará para correr a tiempo completo durante la temporada 2011. 

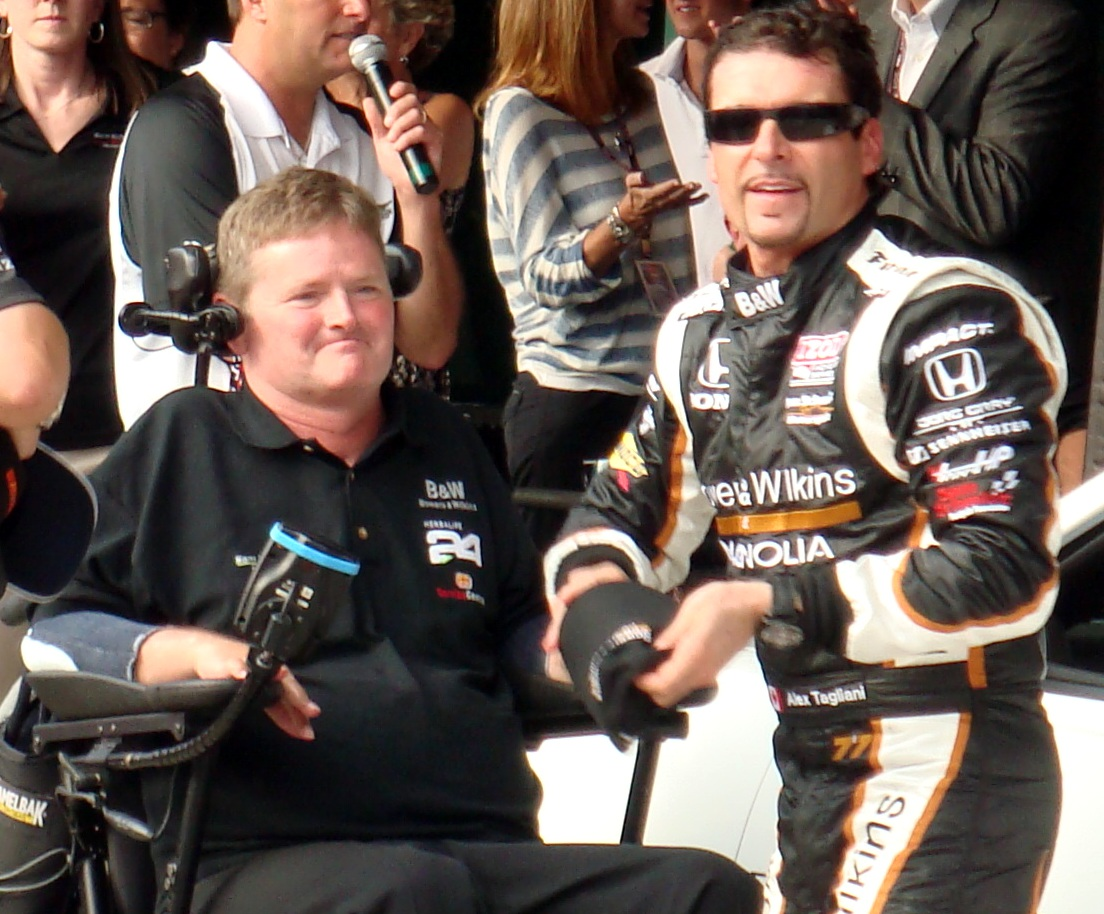
Sam Schmidt (izquierda) y Alex Tagliani (a la derecha) luego de lograr este último la pole para las 500 Millas de Indianápolis de 2011

En 2011, durante la edición 95 de la 500 millas de Indianapolis, que conmemoraba el 100º aniversario de la primera edición, Tagliani clasificó en la pole en un promedio de cuatro vueltas de 227,472 mph, superando a Scott Dixon. En la carrera lideró 20 vueltas, pero terminó en la posición 28, debido a un accidente. Terminó 15 en el campeonato, con dos cuartos puestos como mejor resultado. Además, Tagliani participó en dos carreras en 2011 de V8 Supercar Championship Series y en dos de la NASCAR Canadian Tire Series, y una carrera de NASCAR Nationwide Series en Montreal, que terminó en segundo lugar.
En 2012, Tagliani cambio de equipo, pasó a Bryan Herta Autosport, empezó la temporada con autos con motores Lotus las primeras tres carreras, pero el equipo esquivaron la fecha, y cambiaron a motores Honda para la Indy 500, debido a la baja competitividad de los motores británicos. Con un quinto puesto en Edmonton como mejor resultado, culminó en la posición 17 en el campeonato IndyCar. También apareció en una carrera a la Serie Nationwide de NASCAR en el Circuit Gilles Villeneuve; marcó la pole position, pero terminó la carrera 22º lugar con un Chevrolet. Además, Tagliani participó en dos carreras de la Rolex Sports Car Series en la categoría DP.
En 2013, empezó el campeonato de la IndyCar con Bryan Herta Autosport, pero después de 13 carreras, con un mejor resultado de décimo en dos carreras, se fue del equipo y el estadounidense J. R. Hildebrand y el debutante Luca Filippi lo reemplazaran en las últimas carreras del año. Más tarde, Tagliani fue elegido por el equipo Ganassi como reemplazante de Dario Franchitti en la fecha final de la temporada, debido a que este último se lesionó en un accidente en Houston; Tagliani finalizó decimocuarto en la carrera. De esta forma terminó en el puesto 24 en el campeonato. También compitió 3 carreras de la Grand-Am con un Ferrari donde logró una pole, un sexto puesto y un séptimo como mejores resultados.
El canadiense disputó seis fechas del United SportsCar Championship 2014 con Rocketsports en la clase Prototype Challenge, compartiendo butaca con Chris Cumming. Además disputó las 500 Millas de Indianápolis con el equipo de Sarah Fisher, resultando 13º. En paralelo, disputó la NASCAR Canada Series con un Dodge propio, logrando dos quintos puestos que lo ubicaron noveno en el campeonato. A su vez, disputó dos fechas de la NASCAR Nationwide Series con un Ford de Penske, resultando segundo en Road America y quinto en Mid-Ohio. También finalizó quinto en la fecha de Mosport Park de la NASCAR Truck Series, al volante de una Ford del equipo de Brad Keselowski.
Tagliani permaneció en la NASCAR Canada Series en 2015, cambiando a la marca Chevrolet. Obtuvo una victoria, dos terceros puestos, un quinto y un sexto, de modo que acabó noveno en el campeonato. Nuevamente participó en las 500 Millas de Indianápolis, resultando 17º con el equipo de A.J. Foyt. En la NASCAR Xfinity Series corrió la fecha de Mid-Ohio con un Ford de Penske, resultando segundo. En la NASCAR Truck Series, el piloto resultó quinto en Mosport Park con una Ford de Brad Keselowski.
En 2016, el piloto ha logrado tres victorias en la NASCAR Canada Series. Asimismo, disputó el Gran Premio de Indianápolis y las 500 Millas de Indianápolis de la IndyCar con el equipo Foyt, resultando 23º y 17º respectivamente. En la NASCAR Xfinity Series obtuvo un séptimo puesto en el autódromo de Road America con un Ford de Penske.